# Srungavarapukota
Srungavarapukota är en ort i Indien.   Den ligger i distriktet Vizianagaram District och delstaten Andhra Pradesh, i den sydöstra delen av landet, 1 300 km söder om huvudstaden New Delhi. Srungavarapukota ligger 95 meter över havet och antalet invånare är 28 304.
Terrängen runt Srungavarapukota är platt åt sydost, men åt nordväst är den kuperad. Runt Srungavarapukota är det tätbefolkat, med 591 invånare per kvadratkilometer. Det finns inga andra samhällen i närheten. I omgivningarna runt Srungavarapukota växer huvudsakligen savannskog.